# Pál Prónay

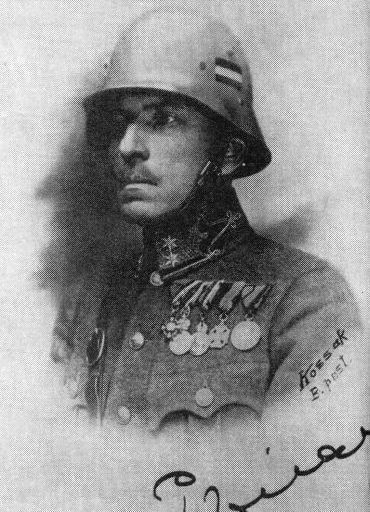
Pál Prónay, Comandante durante el Terror Blanco en Hungría. Su nombre es sinónimo de la crueldad y el revanchismo que tuvo lugar tras la fallida revolución comunista.

Pál Prónay (1875-1945), comandante paramilitar reaccionario húngaro en el periodo de posguerra posterior a la fracasada república soviética. Se le considera el más brutal de los oficiales del Ejército Nacional Húngaro (contrarrevolucionario) que participó en el Terror Blanco.

## Antecedentes
La población húngara se sintió humillada y con su país desmembrado por los vencedores de la Primera Guerra Mundial. El Tratado de Trianon supuso la pérdida de dos tercios del país, cedido a los Estados vecinos, hostiles a Hungría. Un tercio de la antigua población de lengua magiar se convirtió en ciudadanos de los Estados vecinos.
A la humillación de la ocupación del territorio por los ejércitos enemigos (checos al norte, rumanos al este y serbios en el sur) se unía la inestabilidad política. Tras la guerra, el intento de crear una república democrática del nuevo primer ministro Mihály Károlyi fracasó, siendo reemplazado en marzo de 1919 por una coalición socialista-comunista, dirigida por el comunista Béla Kun, de origen judío y formado en la revolución rusa. Tras un comienzo con apoyo popular por sus medidas, bienvenidas después de la parálisis del Gobierno de Károlyi, pronto la república soviética perdió el apoyo del pueblo por las fallidas medidas económicas, el fracaso militar y el terror, en el que bandas de extremistas asesinaron y maltrataron a opositores burgueses o supuestos contrarrevolucionario.

## El Ejército Nacional
En el sur del país se formó un Gobierno reaccionario que intentó ser reconocido por la Entente. Los asuntos militares quedaron en manos del anterior jefe de la flota austrohúngara, el almirante Miklós Horthy, que formó una reducida fuerza llamada Ejército Nacional.
Horthy realizó un llamamiento a los antiguos oficiales húngaros para que se uniesen al nuevo ejército y Pál Prónay fue de los primeros en alistarse.
Prónay había nacido en 1875, en una familia de la baja nobleza de la localidad de Romhany, en el norte de Hungría. Cursó estudios en el Instituto Militar Lahne, en Sopron. Su carrera como oficial no fue muy destacada: ascendió lentamente, en parte por su carácter brutal y despótico con los hombres a su cargo. En 1918, con cuarenta y dos años, aún era capitán. Convencional como miembro de la baja nobleza magiar y oficial del Ejército aparte de su sadismo y pudor en cuanto a sus relaciones femeninas, los frecuentes traslados le separaron de su familia, con la que mantenía escasos lazos. Se casó tras en la posguerra, principalmente para emparentar con una familia aristocrática legitimista —partidaria de la restauración de los Habsburgo—. Presumía de religioso, aunque no era practicante; mantenía, sin embargo, buenas relaciones con los religiosos, que en ocasiones albergaron a su unidad. Alardeaba asimismo de sus posesiones —a menudo robadas a sus víctimas— y de su cultura, en realidad, escasa.
Aunque no se conoce con seguridad, es probable que no sirviese en el frente durante la Primera Guerra Mundial. Estaba en Viena cuando estalló la Revolución de los Crisantemos; a finales de año regresó a Hungría y formó junto a Gyula Gömbös la Asociación para la Defensa Nacional Húngara.

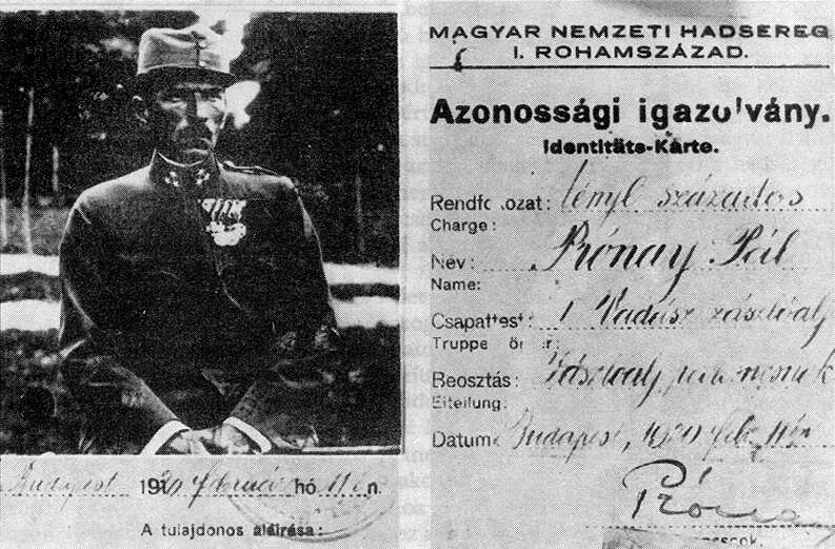
Cartilla militar de Prónay.

Tras la proclamación de la república soviética por Kun, Prónay sopesó la posibilidad de emigrar antes de partir hacia Szeged —el nuevo Gobierno confiscó sus ahorros—, al sur del país, a finales de mayo donde se unió alas fuerzas contrarrevolucionarias de Horthy, mandando la guardia personal del almirante. En la misma época comenzó una relación muy cercana con el futuro primer ministro Gyula Gömbös.
En el verano de 1919, Prónay formó la primera agrupación de voluntarios, todos ellos oficiales, que pronto se hizo famosa por sus asesinatos de opositores, judíos, obreros y campesinos pobres en los alrededores de la ciudad. La gran mayoría de sus miembros provenían de la clase media y media baja, a diferencia de las unidades regulares del Ejército, que solían contar con representantes de todas las clases sociales. A comienzos de agosto, evitando todo choque con las unidades rumanas, el grupo se instaló en Siofok, a orillas del lago Balatón. En su avance a través del territorio húngaro, Prónay y otros oficiales comenzaron a llevar a cabo una serie de represalias contra los sospechosos de simpatizar con el régimen comunista que se llamaría Terror Blanco (contrarrevolucionario). Las atrocidades contra la población incluían los pogromos, las mutilaciones o los ahorcamientos. Su objetivo era vengarse de los ataques de los comunistas y aterrorizar a una población indecisa para que se sometiese al control del nuevo gobierno reaccionario. Prónay se esforzó también en «restaurar las tradicionales buenas relaciones entre los señores y los empleados de las haciendas», lo que se traducía en devolver a la tradicional obediencia a los campesinos. Con una carrera militar de escaso brillo, la popularidad entre sus hombres se debía fundamentalmente a su carisma personal y a su capacidad de satisfacer sus necesidades materiales.

## El Terror Blanco
Prónay es considerado como el paradigma del terror contrarrevolucionario. Sus víctimas eran principalmente comunistas, socialdemócratas, campesinos y judíos, a los que numerosos miembros del Ejército Nacional culpaban del experimento fallido de la república soviética y de sus crímenes, usando como justificación la gran cantidad de judíos entre los dirigentes de la revolución. A diferencia de otros participantes en el terror reaccionario, Prónay nunca ocultó sus actividades y en sus escritos las describe con deleite. Su unidad practicó el secuestro de comerciantes judíos y la amputación de los pechos de mujeres campesinas y judías, cortaba las orejas de sus víctimas y las conservaba como trofeos o alimentaba la caldera de su tren con los cuerpos de sus cautivos, algunos de ellos aún vivos. Sádico asesino, Pronáy favorecía el uso de la tortura y el asesinato entre sus hombres.
Prónay y sus hombres aplicaban una creatividad demoniaca en sus torturas: esparcían azúcar a la cara desfigurada de sus víctimas para atraer a las moscas, ataban los genitales de los torturados para, a continuación, hacerles correr en círculos al ritmo del látigo; o les ataban a los establos obligándoles a comer paja.
Aunque teóricamente formaban parte del Ejército Nacional, los hombres de Prónay no se ceñían a la disciplina del ejército, sino que mantenían una lealtad total a Prónay. Se esperaba de ellos la más absoluta obediencia a cualquier orden por muy brutal que fuera. Aquellos que no se adaptaban a la unidad eran expulsados.
En agosto de 1919, la revolución se hundió por el avance del Ejército rumano hacia la capital (contaba con el respaldo de las tropas francesas de ocupación). Kun y sus seguidores abandonaron la ciudad y el Terror Blanco se intensificó.
El salvajismo característico del Terror Blanco no fue exclusivo de Prónay. Otros oficiales como Ivan Hejjas, Gyula Ostenberg o Anton Lehár dirigieron escuadrones parecidos, cometiendo crímenes similares, aunque Prónay parece haber destacado sobre todos ellos por su fanatismo y crueldad.

## El control del país
En noviembre de 1919, tras la retirada de las tropas rumanas, Horthy y sus partidarios entraron en Budapest. Desde la capital, fueron extendiendo su control por el resto del país que no se hallaba ocupado por los ejércitos de los países vecinos. Prónay se instaló junto con sus seguidores en el Hotel Britannia, alcanzando su formación el tamaño de un batallón. La unidad controlaba la capital y sus alrededores. Continuaron sus desmanes y sólo la intervención de Horthy evitó un gran pogromo que tenían planeado. En su diario, Prónay afirma que Horthy 

”...me reprochó la presencia de numerosos cadáveres de judíos, esparcidos por todo el país, especialmente en el este. Hizo hincapié que esto ayudaba a la prensa extranjera que se nos oponía. Me indicó que debíamos dejar de amedrentar a los judíos sin importancia y concentrarnos sin embargo en los poderosos, matando a algunos como Somogyi o Vazsonyi – estos eran los que merecían verdaderamente un castigo… Traté en vano de convencerle de que los periódicos liberales se nos opondrían de todas formas y que no habría diferencia entre matar a un judío o acabar con todos.”

Los robos de los hombres de Prónay se extendieron tanto, que tuvo que contratar a un contable para gestionar las finanzas de la unidad.
La culpa de Horthy por los excesos de Prónay es difícil de cuantificar. En alguna ocasión detuvo a Prónay cuando consideró excesiva su actuación. Los judíos de Pest declararon ya en el otoño de 1919 que Horthy era inocente del terror y renegaron del régimen de Kun, acusando únicamente a algunas unidades del Ejército Nacional.
Prónay de alguna manera absolvió a Horthy con su actitud hacia él: tras la entrada en Budapest empezó a considerarle un farsante incapaz de asumir la limpieza a fondo del país que él consideraba necesaria. Aunque nunca se ha probado la implicación personal de Horthy en las atrocidades del Terror Blanco, su biógrafo americano, Thomas Sakmyster, llegó a la conclusión de que "apoyó tácitamente a los oficiales de derecha de los destacamentos"  que llevaron a cabo los crímenes. En sus memorias, publicadas en 1956, Horthy ni explica ni se disculpa por los actos brutales cometidos por sus oficiales, declarando simplemente que el régimen comunista había "abierto las puertas del infierno" y que debía ser aplastado a toda costa. "No tengo razón alguna para detenerme a describir las injusticias o las atrocidades cometidas," escribió, "sólo una mano de hierro podía salvar al país." Horthy aunque declaraba ser "un antisemita e toda la vida",”, no era en este aspecto ni violento ni extremista. En cambio, su anticomunismo era radical e inmisericorde y, como muchos húngaros, estaba convencido de que la revolución comunista se había debido principalmente a los judíos.  Horthy compartía con la mayoría de los oficiales húngaros la obsesión por el "bolchevismo". Esta obsesión creó en él un odio que decantó algunas de sus decisiones más importantes.
El almirante también tenía una razón especial para hacer la vista gorda ante los crímenes de sus oficiales: los necesitaba para lograr el control del país. En 1919 y 1920 Hungría se encontraba en un estado de guerra civil y Horthy era consciente del alto precio que había de pagar para lograr la victoria.  No era del todo falsa la afirmación de Prónay de que “Horthy sabía perfectamente nos debía su poder, así que nos mantuvo un poco más; no tuvo los redaños de prohibir las expediciones punitivas que perseguían ajustar cuentas con los judíos. Y no se atrevió porque entonces los nacionalistas le hubiesen abandonado y habrían aupado a otro al poder"…”
En marzo de 1920 se restableció la monarquía, siendo Horthy designado como regente. Aunque el apoyo popular a la monarquía era mayoritario, la Entente se negó a aceptar la vuelta de los Habsburgo. El trono quedaba por tanto vacío. Los dos intentos para restaurar al emperador Carlos por parte de sus defensores, fracasaron en 1921. Horthy permanecería como jefe de Estado durante 24 años, hasta el 15 de octubre de 1944, cuando fue derrocado y arrestado por los nazis.

## El fin de la carrera de Prónay
Tras el restablecimiento del reino, el terror continuó, pero la nueva camarilla en el poder se fue oponiendo cada vez más a su mantenimiento, ahora que había logrado su objetivo. Las bandas de contrarrevolucionarias se comportaban cada vez más como meros saqueadores en vez de soldados, especialmente las controladas por Prónay. Sus crímenes repugnaban a las clases altas húngaras y causaban mala imagen en la prensa extranjera, endureciendo la postura de la Entente hacia Hungría justo antes de la firma del tratado de paz.
Aún sí, el terror tardó más de un año en desaparecer. En el verano de 1920, el gobierno de Horthy comenzó a tomar medidas para controlar a las bandas, que quedaron disueltas. Prónay se opuso, con éxito sólo efímero, a estas medidas. Seguía teniendo notable influencia sobre el regente. Se le había nombrado al frente de la investigación de los desmanes de la unidad paramilitar acaudillada por Ivan Hejjas, que no avanzó mucho tanto por la renuencia de Pronáy como por la oposición de Horthy, que le puso fin.
Tras el asesinato de un policía en Budapest por parte de los hombres de Prónay en noviembre, la paciencia del poder disminuyó sustancialmente. El verano de 1921 fue juzgado por extorsionar a un político judío acaudalado y por insultar al presidente del Parlamento al intentar ocultarlo. Declarado culpable de ambos cargos, se le retiró su grado y fue declarado vulgar criminal en las Cortes. El escándalo acabó con la carrera de Prónay como uno de los principales oficiales y consejero del regente.
Tras una corta condena, Prónay trató de recuperar el mando de su regimiento por intercesión de Horthy, que se negó. Se le ofreció el mando de un batallón de húsares en el oeste del país, oferta que rechazó. Renegando de su antiguo jefe, en otoño se dirigió a la frontera austriaca donde prosiguió con sus fechorías y se declaró jefe del Estado de un nuevo país (el Banato de Leitha). En octubre de 1921, participó en el segundo intento, fallido, de expulsar a Horthy y restaurar la dinastía de los Habsburgo. Horthy rompió a regañadientes toda relación con Prónay.
El batallón de Prónay permaneció bajo el mando de un oficial de baja graduación —un capitán lugarteniente de aquel— hasta su disolución en enero de 1922, cuando se rechazó además que sus miembros ingresasen en el Ejército.
Prónay entró en política como miembro de la oposición de derecha. A comienzos de los años treinta, trató sin éxito de formar un movimiento de masas fascista en Hungría, a imitación de los nazis alemanes. En 1932, acusado de incitar a la violencia, fue condenado a seis meses de prisión y se le retiró su rango de teniente coronel.
En octubre de 1944, mientras se extendía el caos en Budapest, Prónay, de 69 años en aquel entonces, organizó una banda de asesinos que participó en diversas matanzas, principalmente de judíos. Desapareció en las últimas semanas de la guerra y se le cree muerto en la toma de la ciudad por el ejército soviético.

## Horthy y la sombra de Prónay
Durante años se han presentado diferentes argumentos sobre la responsabilidad de Horthy en los crímenes de Prónay. Aunque no hay discusión sobre la existencia de estos, la capacidad y disposición de Horthy a evitarlos forma parte de la discusión sobre su legado.
El régimen comunista prosoviético que dominó Hungría de 1945 a 1989 naturalmente describió a Prónay como un sádico criminal. Algunos historiadores con simpatías comunistas trataron de desacreditar el régimen anticomunista de Horthy destacando la supuesta relación cercana entre el regente y Prónay calificando su regencia como la consecuencia directa del terror contrarrevolucionario. La publicación del diario de Prónay en 1963 se consideró un intento de desacreditar a Horthy relacionándolo con las bandas de asesinos reaccionarios.
Los partidarios de Horthy, incluyendo críticos del régimen comunista, han intentado separarle de personajes como Pronay, Hejjas, Lehar, etc calificando a estos como canallas o renegados. Una discusión similar es la que existe sobre el número de víctimas del Terror Blanco y su relevancia en comparación con el Terror Rojo que le precedió. Se calculan unas 1.500-5000 víctimas, de pendiendo de si el autor es favorable a Horthy o a los comunistas.